# Gomphurus lynnae
Gomphurus lynnae – gatunek ważki z rodziny gadziogłówkowatych (Gomphidae). Występuje w zachodniej części USA; stwierdzony w stanach Nevada, Nowy Meksyk, Oregon i Waszyngton.